# Karima Delli
Karima Delli, född 4 mars 1979 i Roubaix, Frankrike, är en fransk politiker. Hon har suttit i Europaparlamentet sedan 2009 och tillhör partiet Gruppen De gröna.

## Biografi
Delli växte upp i en familj med tretton barn, varav hon var det nionde. Hon tog examen på Institut d'Etudes Politiques de Lille. Därefter studerade hon statsvetenskap och blev under den tiden intresserad av politik. Hon gick med i Gruppen De gröna/Europeiska fria alliansen år 2005 och blev ordförande i dess ungdomsförbund 2007.
År 2009 blev hon invald i Europaparlamentet, som den yngsta franska kvinnan som blivit det. Hon valdes om i Europaparlamentsvalet 2014 och Europaparlamentsvalet 2019.
Delli är nu ordförande i utskottet för transport och turism, och hon är därmed den enda franska kvinnan som har varit det. Hon är ledamot i utskottsordförandekonferensen och delegationen för förbindelserna med Folkrepubliken Kina samt suppleant i utskottet för ekonomi-och valutafrågor. Tidigare har hon varit ledamot av utskottet för sysselsättning och sociala frågor (2009-2014) samt varit suppleant i utskottet för sysselsättning, socialpolitik och jämställdhet och utskottet för kvinnors rättigheter och jämställdhet mellan kvinnor och män (2014-2019).